# 石田未得
石田 未得（いしだ みとく、天正15年（1587年） - 寛文9年7月18日（1669年8月14日））は、江戸時代の狂歌師、俳諧師。貞門派の江戸五哲の一人に数えられる。通称は又左衛門、別号は巽庵、乾堂。

## 来歴
30代までの資料は皆無である。もともとは常盤橋前の両替屋だったが、何らかの事情で蟄居剃髪し、未得と名乗ったという。寛永年間から松永貞徳の指導を受け、正保4年（1647年）刊『毛吹草』などの諸書に入集するなど、初期江戸俳壇の重鎮として活躍した。ものの名前を織り込んだ俳諧や回文俳諧といった言語遊戯に富んだ句を詠み、未得の作品は回文ブームを生み出した。慶安2年（1649年）には『古今和歌集』をもじった狂歌集『吾吟我集』を刊行し、狂歌家集のさきがけとなった。
死後、息子の未琢によって『ひともと草』（寛文11年（1671年））が刊行された。

## 作品
- 石田未得『廻文俳諧百韻』
- 石田未得『狂歌集要』
- 石田未得『吾吟我集』、1649年（慶安2年）
- 石田未得『和句解』
- 石田未得吟、松永貞徳点『謡誹諧』、1635年（寛永12年）
- 義概編、高島玄札・石田未得・野々村立圃点『御点取俳諧百類集』、1659年（万治2年）